# Хорхе Гільєрмо Борхес
Хо́рхе Гільє́рмо Бо́рхес Асла́м (ісп. Jorge Guillermo Borges Haslam; 24 лютого 1874 — 14 лютого 1938, Буенос-Айрес) — аргентинський юрист і письменник, батько Хорхе Луїса Борхеса та Нори Борхес.

## Біографія
Хорхе Гільєрмо Борхес Аслам народився 24 лютого 1874 року в родині полковника Франсіско Борхеса Лафінура, аргентинського військового офіцера уругвайського походження, та Френсіс Анн Аслам. У 1898 році він одружився з Леонорою Асеведо Суарес. У шлюбі народилось двоє дітей: письменник Хорхе Луїс Борхес та художниця Нора Борхес. Через хворобу очей сина Борхес Хаслам врешті відмовився від юридичної кар'єри, і сім'я переїхала до Женеви до Першої світової війни. Там молодого Хорхе Луїса лікував фахівець з очних хвороб. У 1921 році родина Борхесів повернулася до Аргентини.

## Творчість
Відомий своїми анархофілософськими поглядами, Хорхе Гільєрмо Борхес вивчав право в Буенос-Айресі разом з другом, письменником Маседоніо Фернандесом. Він захопився літературою, написав роман: «El Caudillo», опублікований у Пальмі де Майорці в 1921 році. Вкладений у типову для Аргентини того часу літературну тенденцію креолізму — яку пізніше перейняв Хорхе Луїс у своїх оповіданнях і віршах — роман породжує неоднозначні відчуття.
Борхес Хаслам мав предків по материній лінії у Стаффордширі, Англія. Освічена людина, він вільно читав англійською, цікавився метафізикою. У будинках, де він оселився зі своєю дружиною та родиною, як в Палермо, так і в Женеві, він мав велику бібліотеку. На цих книжкових полицях юні Хорхе Луїс та Нора могли знайти важливі твори англійської літератури: Стівенсон, Готорн, Веллс, Колрідж, Кіплінг, Де Квінсі, По та Мелвілл. Пізніше його син зауважив: «Якщо мене попросять назвати головну подію в моєму житті, я повинен сказати про бібліотеку мого батька»..
Борхес помер 14 лютого 1938 року.